# La Esperanza, Escuintla
La Esperanza är en ort i Mexiko.   Den ligger i kommunen Escuintla och delstaten Chiapas, i den sydöstra delen av landet, 800 km sydost om huvudstaden Mexico City. La Esperanza ligger 1 166 meter över havet och antalet invånare är 112.
Terrängen runt La Esperanza är huvudsakligen bergig, men den allra närmaste omgivningen är kuperad. Runt La Esperanza är det ganska tätbefolkat, med 78 invånare per kvadratkilometer. Närmaste större samhälle är Escuintla, 19,8 km sydväst om La Esperanza. I omgivningarna runt La Esperanza växer i huvudsak städsegrön lövskog.